# Greg Girard
Greg Girard (* 1955 Vancouver) je kanadský fotograf, jehož práce více než tři desetiletí zkoumala sociální a fyzickou proměnu v největších asijských městech.
Jeho kniha, Tokyo-Yokosuka 1976–1983, vydaná v roce 2019, doplňuje volnou trilogii fotoknih (spolu s Under Vancouver 1972–1982 a HK: PM Hong Kong Night Life 1974–1989), která představuje raná díla vytvořená v 70. a 80. letech 20. století, převážně předtím, než jeho profesionální kariéra začala koncem 80. let.
Knížka Hotel Okinawa, vydaná v roce 2017, se dívá na jedinečnou sociální a fyzickou krajinu Okinawy, vytvořenou desetiletími života po boku americké armády. Okinawa hostila více než polovinu z 50 000 amerických vojáků umístěných v Japonsku, stejně jako s tím související osoby a civilní dodavatele. Spisovatel Marc Feustel ve svém úvodu popisuje cyklus Hotel Okinawa jako „dokument konce amerického století“.
Film Under Vancouver 1972–1982, publikovaný v roce 2017, se zaměřuje na město, kde se Girard narodil, zejména na nábřeží a další neokoukané části přístavního města, než se Asie stala jeho domovem na dalších třicet let. Zatímco žil v Hongkongu, fotografoval hongkongské ulice, bary a noční kluby zalité neony, publikované v roce 2017 v knize HK:PM Hong Kong 1974–1989.
City of Darkness Revisited, vydané v roce 2014, oživuje ranou spolupráci se spoluautorem Ianem Lambotem a aktualizuje jejich původní knihu City of Darkness: Life in Kowloon Walled City (1993).
V Šanghaji v letech 1998 až 2011 vznikala jeho fotografická monografie Phantom Shanghai (2007), která se zabývá rychlým a občas násilným přechodem Šanghaje, kdy se město na začátku 21. století předhánělo v tom, kdo se stane „znovu moderním“.
Mezi další navazující tituly patří Hanoi Calling (2010) a In the Near Distance (2010), kniha raných fotografií pořízených v Asii a Severní Americe v letech 1973 až 1986. V současné době pracuje na knize, která zkoumá sociální a fyzickou krajinu amerických vojenských základen v Asii a jejich hostitelských komunit.
Girardova práce je ve sbírce Národní galerie Kanady, The Art Gallery of Ontario, Vancouver Art Gallery. Jeho fotografie se objevily v magazínech Time, Newsweek, Fortune, Forbes, Elle, Paris Match, Stern, The New York Times Magazine. Jeho práce byly vystaveny v galeriích v Jižní Koreji, Londýně, Německu, Helsinkách a New Yorku.
Kromě knižních projektů a galerijní práce je přispívajícím fotografem do National Geographic.

## Životopis
Girardovy první fotografie vznikly ve městě, ve kterém vyrůstal, ve Vancouveru v Britské Kolumbii v Kanadě na počátku 70. let. V letech 1972 až 1982 se Girard začal zajímat o účinky umělého světla na barevný film v noci a o téma zabývající se sociální a fyzickou spodní částí města. Během tohoto období také podnikl své první cesty do Asie, do Hongkongu a jihovýchodní Asie, později žil v Tokiu na konci 70. let. Tento raný zájem o Asii vyústil v přesídlení do Hongkongu v roce 1982, kde žil až do roku 1998. Následoval přesun do Šanghaje, kde žil více než deset let, než se v roce 2011 vrátil do Vancouveru, kde žije dodnes.

## Významné dílo

### Under Vancouver 1972–1982
Under Vancouver 1972–1982 (Pod Vancouverem) je sbírka fotografií Girardova rodného města, Vancouveru, série, která začala, když byl ještě na střední škole. V této rané práci je původ města jako kanadského přístavu na západním pobřeží na konci železniční trati stále hodně v náznacích. Brzy po tomto díle si Vancouveru začal všímat širší svět (po světové výstavě Expo 86),  a město se začalo přeorientovávat jako městské letovisko blízko k přírodě, také přitahovat pozornost jako cíl pro investice do nemovitosti. Fotografie z Under Vancouver 1972–1982 odhalují raný zájem o skryté a přehlížené, používání barevných diapozitivů v noci a rozšířené fotografické zkoumání konkrétního místa, což se vše stalo charakteristickým rysem pozdějších knih, jako je City of Darkness a City of Darkness Revisited (o Kau-lungském opevněném městu), Phantom Shanghai a Hanoi Calling.

### Kau-lungské opevněné město
Girardovy fotografie Kau-lungského opevněného města pořízené v letech 1986 až 1992 tvoří základ pro knihy City of Darkness: Life in Kowloon Walled City a City of Darkness Revisited, záznam posledních let nechvalně známého Kau-lungského opevněného města v Hongkongu: byla to z velké části samosprávná enkláva s více než 35 000 obyvateli žijícími ve 300 vzájemně propojených výškových budovách, postavených bez architektonického, inženýrského dozoru nebo aniž by byla dodržena bezpečnost a ochrana zdraví při práci. Zatímco stálo (do roku 1992), Kau-lungské opevněné město bylo nejhustěji osídleným místem na Zemi. Girardovy fotografie spolu s fotografiemi spoluautora Iana Lambota poskytují nejdůkladnější záznam o tom, jaký byl život obyvatel Opevněného města, a sloužily jako vizuální reference pro designéry filmové produkce (například Batman začíná v režii Christophera Nolana), spisovatelů (například The Bridge Trilogy od Williama Gibsona), návrháři videoher (např. Call of Duty: Black Ops) a další při vytváření imaginárního dystopického městského prostředí.

### Phantom Shanghai
Phantom Shanghai (Fantom Šanghaj), fotografovaný v letech 2000 až 2006, definuje klíčový historický okamžik, kdy se největší čínské město předhánělo ve snaze dohnat „ztracený čas“ (po izolaci Číny po vítězství Mao Ce-tunga v roce 1949 a po vřavě kulturní revoluce v roce 1966–1976). Ničení architektonicky a historicky významných budov a čtvrtí je výrazným rysem této Girardovy série. Phantom Shanghai je uveden v knize The Chinese Photobook Martina Parra a WasinkLundgrena.

### Hanojské volání
Cyklus Hanoi Calling (Hanojské volání), fotografovaný Girardem v letech 2009 a 2010, byl zveřejněn v roce 2010 k výročí tisíciletí od založení vietnamského hlavního města. Při pohledu na často ignorované a přehlížené rysy každodenního města je Hanoi Calling záznamem veřejných a soukromých prostor, které tvoří popředí a pozadí každodenního života s blížícím se výročím tisíciletí.

### In the Near Distance
In the Near Distance (V blízké vzdálenosti), vydané v roce 2010, se zabývá Girardovým raným dílem mezi lety 1972 a 1986, v jeho rodném městě Vancouver a na cestách po USA, Japonsku a dalších částech Asie. Prvním důkazem je zde rané používání barevných diapozitivů a dlouhé expozice v noci, které se staly charakteristickým rysem jeho pozdější práce, zejména ve Phantom Shanghai.

### Hotel Okinawa
Nejjižnější japonská prefektura, Okinawa, hostí soustředění amerických vojenských základen na rozdíl od dalších zemí kromě Spojených států. Sídlí zde více než polovina z 50 000 amerických vojáků umístěných v Japonsku. Na hlavním ostrově Okinawa je téměř 20 % území obsazeno těmito základnami. Tato velká americká vojenská stopa a dědictví historie Okinawy jako území spravované USA až do roku 1972 znamená, že sociální a fyzická krajina Okinawy je formována tímto vztahem s americkou armádou jako málokterá jiná místa. V Hotelu Okinawa (2017) se Girard dívá na tento jedinečný svět „na základně“ i mimo něj, oddělený a přesto spojený, výsledek desetiletí života v těsné blízkosti americké armády. Kromě toho se v celé knize objevují archivní fotografie, periodika a další artefakty, z nichž některé pocházejí z americké okupace, a zaznamenávají historické prvky, které jsou dnes součástí složité struktury Okinawy.

## Vybrané výstavy

### Samostatné
- Phantom Shanghai, Monte Clark Gallery, Vancouver/Toronto, Kanada, 2008. S předmluvou Williama Gibsona.[24]
- Half the Surface of the World, Monte Clark Gallery, Vancouver/Toronto, Kanada, 2010 [24]
- Hanoi Calling, Monte Clark Gallery, Vancouver/Toronto, Kanada, 2011 [24]
- A Better Tomorrow, Monte Clark Gallery, Vancouver, Kanada, 2013[25]
- Selects, Monte Clark Gallery, Vancouver, Kanada, 2015[26]
- Under Vancouver 1972–1982, Monte Clark Gallery, Vancouver, Kanada, 22. dubna – 27. května 2017[27][12][28][29][13]

### Skupinové
- Cities on the Move, Hayward Gallery, Londýn, 1999[30]
- Města 21. století, Bauhaus Dessau, Německo, 2000
- Unfinished Business, Presentation House Gallery, North Vancouver, Kanada, 2004[31]
- Shanghai Kaleidoscope, Královské ontarijské muzeum, Toronto, Kanada, 2008[32]
- Lidé se setkávají v architektuře, Hong Kong Pavilion, Benátské bienále architektury, Itálie, 2010[33]
- Towards a Social Landscape, Lianzhou Photography Festival, Čína, 2011[34]
- The Near and the Elsewhere, PM House, Londýn, 2012[35]
- Perspectives, International Centre of Photography, New York, 2012[36]
- One Percent: Privilege in Time of Global Inequality, Pingyao Photography Festival, Pingyao, Čína, 2015[37]
- Pictures From Here, Vancouver Art Gallery, Vancouver, Kanada; 18. května – 4. září 2017[38][39]

## Knihy

### Knihy od Girarda
- Phantom Shanghai (Fantom Šanghaj). Toronto: Magenta, 2007. ISBN 978-0973973914.[40]
- V Blízké vzdálenosti. Berlín: Kominek, 2010.[41]
- Hanojské volání. Toronto: Magenta, 2010. ISBN 978-1926856018.
- Hotel Okinawa. The Velvet Cell, 2017. ISBN 978-1-908889-41-6. Náklad 500 výtisků.[3]
- Pod Vancouverem 1972–1982. Toronto: Magenta, 2017. ISBN 978-1-926856-10-0. [4]
- HK:PM Hong Kong Night Life 1974–1989. Asia One Books, 2017. ISBN 978-9887712176. [2]
- Tokio-Yokosuka 1976–1983. Magenta, 2019. ISBN 978-1926856148.[42]

### Knihy ve spolupráci s ostatními
- City of Darkness (Město temnoty). S Ianem Lambotem. Londýn: Vodoznak, 1993.
- City of Darkness Revisited (Město temnoty znovu navštíveno). S Ianem Lambotem. Londýn: Watermark, 2014. ISBN 978-1873200889. [5]

## Sbírky
- Art Bank of the Canada Council[43]
- Ontarijská umělecká galerie[44]
- Kanadská národní galerie[45]
- Vancouverská umělecká galerie[46]

## Film
- Snapshot, video dokument s Girardem. 24minutový program v sérii 8 od sítě Bravo (Kanada), představující pracovní životy fotografů.[47][48]